# 小書包
小書包（又稱：迷你書包、袖珍書包），為近年來流行於臺灣各高中的紀念品，外觀與學校書包相同，但尺寸則為其縮小版。通常用來裝文具、隨身聽或零錢。

## 資料來源
1. ↑  . 蘋果日報. 2011-04-28  [2014-12-23]. （原始内容存档于2015-09-23）.
2. ↑  . 中國時報. 2011-06-26  [2014-12-23]. （原始内容存档于2016-03-17）.